# Атенульф I (князь Беневентський)
Атенульф I (†910) — князь Капуанський (887—910) та Беневентський (900—910).
Син Ланденульфа, правителя Теано, який внаслідок свого впливу та завоювань став носієм визначних лангобардських титулів. У 887 за допомогою неаполітанського дуки Афанасія захопив престол у Капуї. Вже в 888 він воював з самим Афанасієм.
Після цього Атенульф звернув свою увагу на Беневенто, яке перебувало під візантійським контролем. Він завоював це князівство у князя Радельхіза II у 899 і був проголошений князем у соборі св. Софії у Беневенто у січні 900. Вислав до Салерно колишнього регента князівства єпископа Петра. Об'єднавши значну частину лангобардських володінь повернув свої агресивні наміри до сарацинів.
У союзі з Григорієм IV атакував та переміг сарацинів у 903 році. Став васалом Візантійської імперії задля отримання військової допомоги проти сарацинів, але не одержав її. Витратив значні зусилля на підготовку грандіозної військової виправи проти сарацинів, яка виявилась результативною лише після його смерті (битва біля Гарільяно в 915). Його успіхам у боротьбі з сарацинами присвячена поема Еугеніо Вульгаріо.
Атенульфу спадкував його син Ландульф I, який правив з батьком з 901 року.